# Siobhán McClafferty
Siobhán McClafferty ist eine irische Schönheitskönigin. 1990 wurde sie zur Miss Ireland gewählt. Des Weiteren erhielt sie 1990 im Rahmen des Miss-World-Wettbewerbs den Titel Queen of Europe und nahm 1991 am Miss-Universe-Wettbewerb teil.